# 7858 Bolotov
7858 Bolotov eller 1978 SB3 är en asteroid i huvudbältet som upptäcktes den 26 september 1978 av den sovjetisk-ryska astronomen Ljudmila Zjuravljova vid Krims astrofysiska observatorium på Krim. Den är uppkallad efter den ryske författaren Andrej Bolotov (1738–1833).